# Episodi di Z Cars (quinta stagione)
La quinta stagione della serie televisiva Z Cars è stata trasmessa in anteprima nel Regno Unito dalla BBC One tra il 5 ottobre 1965 e il 21 dicembre 1965.
| nº | Titolo originale        | Titolo italiano | Prima TV UK      | Prima TV Italia |
| -- | ----------------------- | --------------- | ---------------- | --------------- |
| 1  | With a Pin              |                 | 5 ottobre 1965   |                 |
| 2  | Wilful Destruction      |                 | 12 ottobre 1965  |                 |
| 3  | Cop and Blow            |                 | 19 ottobre 1965  |                 |
| 4  | The Hard-Faced Grabber  |                 | 26 ottobre 1965  |                 |
| 5  | Inspection              |                 | 2 novembre 1965  |                 |
| 6  | Routine Enquiries       |                 | 9 novembre 1965  |                 |
| 7  | A Morning's Sport       |                 | 16 novembre 1965 |                 |
| 8  | Contrary to Regulations |                 | 23 novembre 1965 |                 |
| 9  | The Good Life           |                 | 30 novembre 1965 |                 |
| 10 | Celebration             |                 | 7 dicembre 1965  |                 |
| 11 | But the Crying...       |                 | 14 dicembre 1965 |                 |
| 12 | That's the Way It Is    |                 | 21 dicembre 1965 |                 |